# 沙特阿拉伯女性權利
沙特阿拉伯王國的女性權益一直是國際社會關注的話題。2017年以來，沙特對婦女權利的問題經歷了不少改革。
根據人權觀察和國際特赦組織的報告，儘管權利進行了改革，但是沙特阿拉伯婦女在婚姻等方面仍然受到歧視。並且沙特阿拉伯政府繼續壓制有關婦女權利解放的活動。但是，女性推動運動和沙地反男性監護運動在當地的影響力仍然非常厲害。這些運動導致婦女權利有了較大的提高。
沙特阿拉伯婦女權利受到當地伊斯蘭和阿拉伯半島傳統的影響。逊尼派伊斯兰教的罕百里派和瓦哈比教派，以及阿拉伯半岛的传统和国家及地方法律，都对沙特阿拉伯的妇女权利产生影响。

## 背景
由於伊斯蘭教義和當地文化的影響，沙特阿拉伯社會中性別的角色作用由古蘭經和聖訓解釋而來。沙特阿拉伯的國教遜尼派伊斯蘭教，法律大多是不成文的，因此給了法官很大的自由裁量權。因此法官在行使這種權利時，常常受到自己內心的價值觀影響。部分活動家因此將沙特婦女的狀況比作奴隸制。
根據人權百科全書，伊斯蘭法律理論中明確規定男女隔離，這是限制沙特阿拉伯婦女權利的一個重要的來源。伊斯蘭教法將此稱為"防止腐敗"。
沙特人並不認為伊斯蘭教是婦女權利的主要障礙。根據美國國會圖書館的說法，阿拉伯半島的習俗在沙特阿拉伯社會中影響婦女的地位。阿拉伯半島以前就是父權制遊牧部落的老家。現如今，諸如女性駕駛禁令等例子層出不窮。薩布里亞·賈哈爾記者曾表示:"如果我們全體婦女都能享受《古蘭經》賜予我們的權利，而不是被部落習俗所取代。那麼沙特婦女是否能享有平等權利的問題就會減少。"
值得注意的是，沙特阿拉伯十分尊重的先知穆罕默德的妻子，也是一位非常有權勢的女商人。她僱傭了穆罕默德並向他求婚。他的後任妻子艾莎也在駱駝戰役中指揮了一支軍隊。
當然，對於女性權利的禁令沙特阿拉伯的不同地區的執法有著不同的寬嚴度。像吉達這些地方相對寬鬆。而沙特王室的所在地利雅得和周圍的內志地區則有著更嚴格的措施。而在農村地區，一般不會禁止女性駕駛。
沙特阿拉伯還有嚴格的道德準則，比如戴頭巾和男女隔離等。通常這些道德準則由一個男子組成的宗教警察委員會監督。他們有的時候還會監督外國人。

### 民众观点
《经济学人》的报道，根据2006年沙特政府的一项民意调查显示，89%的沙特女性认为女性不应该开车，86%的女性认为女性不应该和男性一起工作。然而，2007年盖洛普民意调查则直接相反。该民意调查显示66%的沙特女性和55%的沙特男性同意，应该允许女性开车。此外，同一项民意调查发现，超过80%的沙特女性和75%的沙特男性同意，应该允许女性从事任何与他们有资格从事的工作。
2006年有超过500名沙特妇女参加了在利雅得举行的反对解除或放松传统性别角色和限制的演讲。有位参加游行的互联网作家认为："沙特阿拉伯是最接近理想和纯正伊斯兰的国家，它正在受到"西方价值观"的威胁。
2013年，一位沙特讲师对麦加乌姆库拉大学女子学院的女学生进行了一项民意调查，结果显示有79%的人反对解除女性价值经历。有一名学生评论说："在我看来，女性并不一定需要驾驶。因为在有两个圣地清真寺的国家中，每个女人都像女王一样，有人关心她；女人什么都不需要，只需要有一个爱她的男人，满足她的需要；至于现在呼吁女性开车的运动，那是非常不合理的。女性开车是一种乐趣和消遣。"
在对8402名沙特女性进行了另一项民意调查中发现90%的女性支持男性监护制度。另一项由沙特学生进行的民意调查发现，86%的沙特女性不希望取消驾驶禁令。2006 年在八个主要穆斯林国家进行的盖洛普民意调查发现，只有在沙特阿拉伯，大多数妇女不同意应允许妇女担任政治职务。
一些支持传统性别角色的沙特女性，包括受过教育的女性，坚持认为，放宽对女性驾驶和与男性一起工作的禁令是旨在削弱伊斯兰教的西化思想冲击的一部分。许多人还认为沙特阿拉伯特别需要保守价值观，因为它是伊斯兰教的中心。一些沙特政府改革的女性倡导者拒绝外国批评沙特限制权利“未能理解沙特社会的独特性”。
记者Maha Akeel经常批评她的政府对女性的限制，她表示西方批评者不了解沙特阿拉伯。“看，我们不是在要求……根据西方价值观或生活方式的妇女权利……我们想要的东西是根据伊斯兰教所说的。看看我们的历史，我们的榜样。” 根据前阿拉伯新闻总编辑约翰·布拉德利的说法，鉴于“911之后沙特阿拉伯强烈的反美情绪”，西方要求扩大权利的压力适得其反，尤其是来自美国的压力。

### 男性监护
根据过去的沙特法律，所有女性都必须有一名男性监护人，通常是父亲、兄弟、丈夫或叔叔。2019 年，该法进行了部分修订，将21岁以上的女性排除在男性监护人的要求之外。新修正案还赋予了妇女在未成年子女监护方面的权利。以前，未经男性监护人许可，女孩和妇女不得旅行、开展公务或接受某些医疗程序。2019年，沙特阿拉伯允许女性在没有男性监护人许可的情况下出国旅行、登记离婚或结婚、申请官方文件。
2008年，官方法律规定，要求女性找工作必须获得监护人许可。
2012 年，沙特政府实施了一项新政策，以帮助执行这些针对女性的旅行限制。根据这项政策，只要被监护的女性离开该国，沙特阿拉伯男性就会在手机上收到一条短信，即使她是和监护人一起旅行也是如此。沙特阿拉伯女权主义活动家Manal al-Sharif评论说：“这是为落后服务的技术，目的是让女性继续被监禁。” 
每年，超过1,000名妇女试图逃离沙特阿拉伯。沙特当局发送的短信警报使许多监护人能够在妇女逃跑之前将其抓获。31岁的美国女性贝瑟妮·维埃拉(Bethany Vierra)带着4岁的女儿扎伊娜(Zaina)与沙特丈夫离婚，却被困在沙特阿拉伯，成为“男性监护”制度的最新受害者。
2019年，沙特阿拉伯采取新措施，允许女性无需许可即可出国旅行。2019 年 8 月，沙特官方公报发布了一项皇家法令，允许21岁以上的沙特女性在没有男性监护人许可的情况下出国旅行。该法令还包括其他几项自由化措施；但是，尚不清楚这些措施是否已正式生效。
2020年4月，人权观察报道称，多名沙特女性在推特上使用化名表达了要求废除男性监护制度和惩治性骚扰的要求。该权利组织援引妇女的抱怨说，任何逃避虐待的企图都是不可能的。逃离虐待的妇女仍然可以被逮捕并被强行送回家人身边。
2022年8月16日，一名沙特阿拉伯女大学生因在推特上关注和转发持不同政见者和活动人士而被判处34年徒刑。
2022年8月31日， 一家孤儿院在网上疯传的一段视频显示，包括一些身穿便服的沙特安全部队，用泰瑟枪、皮带和棍棒追逐和攻击妇女。这段视频引起了全国和全球的强烈抗议，促使沙特检察机关对该事件展开调查。欧洲沙特人权组织的一项研究发现，在类似设施举行的抗议活动已导致相关人员被判处严厉的监禁。

### 着装要求

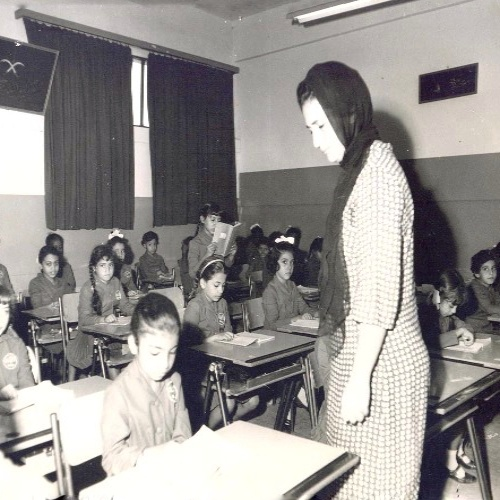
伊法特·本特·穆罕默德·苏纳延王后

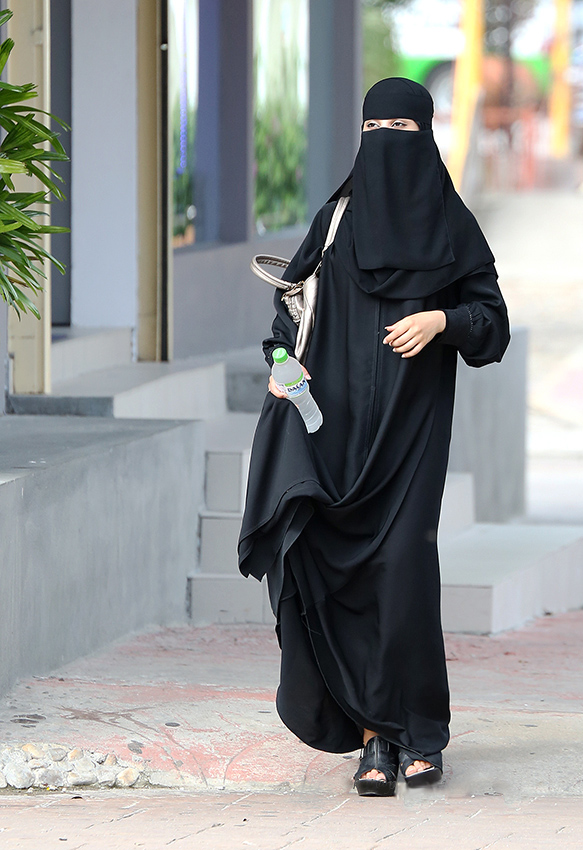
利雅德一位穿戴头巾的妇女。

头巾是一种传统的伊斯兰规范，女性应该“在外衣周围拉上外衣（当她们外出或在男性中间时）”并且穿着得体。此前，促进美德和预防罪恶委员会，有时也被称为宗教警察，以志愿者巡逻公共场所，重点是执行严格的头巾规则。随着穆罕默德·本·萨勒曼2016年的改革，委员会的权力被大幅削弱，并被禁止“追捕、讯问、要求识别、逮捕和拘留任何涉嫌犯罪的人”。

## 教育
到2021年，女性识字率估计为93%，与男性相差不远。2021年的数据与1970年形成鲜明对比，当时只有2%的女性和15%的男性识字。接受中等和高等教育的妇女多于男子；截至2019年，沙特阿拉伯所有大学毕业生中有56%是女性，而在2008年，50%的职业女性接受过大学教育，而职业男性中的这一比例为16%。截至2019年，沙特女性占沙特阿拉伯本土劳动力的34.4%。从大学毕业的沙特女性比例高于西方国家。
沙特阿拉伯的官方教育政策之一是提倡“相信独一真主，伊斯兰教作为生活方式，穆罕默德是真主的使者”。官方政策特别强调女孩教育中的宗教信仰：“教育女孩的目的是用适当的伊斯兰教方式抚养她，以便让她履行她的生活职责，成为理想和成功的家庭主妇和好母亲，准备好做适合她本性的事情，比如教学、护理和医疗。” 该政策还规定“妇女有权根据伊斯兰法律在与男子平等的基础上获得适当的教育。” 
沙特妇女经常认为教育是妇女权利改革的最重要领域。

### 小学教育
沙特阿拉伯的公共教育在各级都实行性别隔离，一般来说，男女不在同一所学校上学。此外，截止到2019年，男性仍不得在女子学校任教或工作，女性不得在男校任教。

## 運動

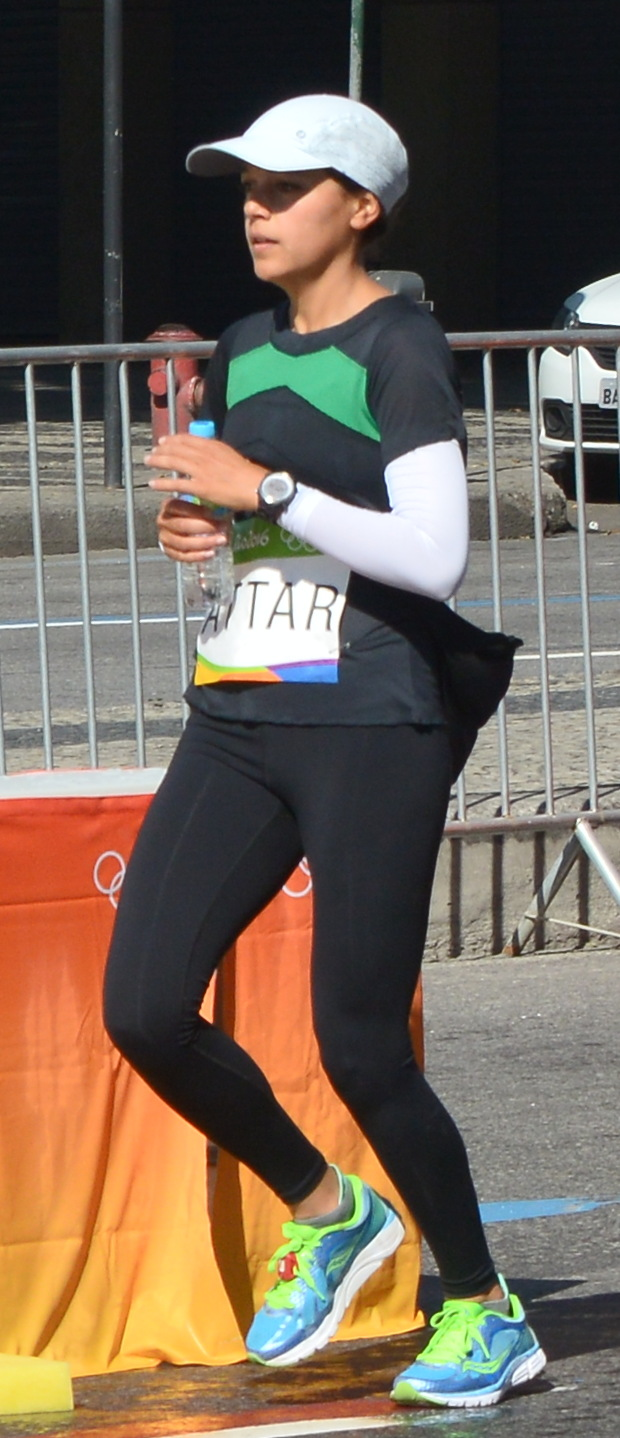
Sarah Attar 是一名田徑運動員，作為代表沙特阿拉伯的前兩名女奧運選手之一參加了2012年夏季奧運會。她還參加了2016年奧運會的馬拉松賽事。

沙特阿拉伯是2008年奥运会上为数不多的奧運代表团沒有女性的国家之一，但是女性运动员确实存在。
2012年6月倫敦奧運會舉辦前，沙特阿拉伯驻伦敦大使馆宣布該國的女运动员将首次参加奥运会。沙特博主评论说，截至2012年，沙特女孩仍无法在学校接受体育教育，而且沙特妇女几乎无法使用体育设施。

## 靈活性
2019年開始，沙特女性无需男性监护人许可即可自由出国旅行。
许多控制女性的法律也适用于其他国家的公民，他们是沙特男性的亲属。例如，以下人群需要男性监护人的许可才能离开该国：与沙特男性结婚的外国女性、沙特父亲未婚女儿的成年外国女性等。
2013年，沙特女性首次获准骑自行车，但仅限于公园和其他“休闲区”附近。女性骑自行车的人必须穿着全身覆盖物，并由一名男性亲属陪同。2012年一部名为腳踏車大作戰的电影描述並強調了这个问题。

### 駕駛限制
直到2018年6月，沙特阿拉伯才允许女性开车。沙特阿拉伯是当时世界上唯一有这种限制的国家。2017年9月26日，萨勒曼国王颁布法令，允许女性在明年申請王国的驾照，这将有效地赋予女性驾驶的权利。萨尔曼的决定得到了高级宗教学者委员会多数成员的支持。萨勒曼的命令给了负责部门30天的时间来准备实施报告，目标是在2018年6月之前取消对女性驾驶执照的禁令。支持该法令的报纸社论声称，在穆罕默德时代，妇女被允许骑骆驼。2018年6月24日駕駛禁令正式解禁，当天有超过12万名女性申请驾照。

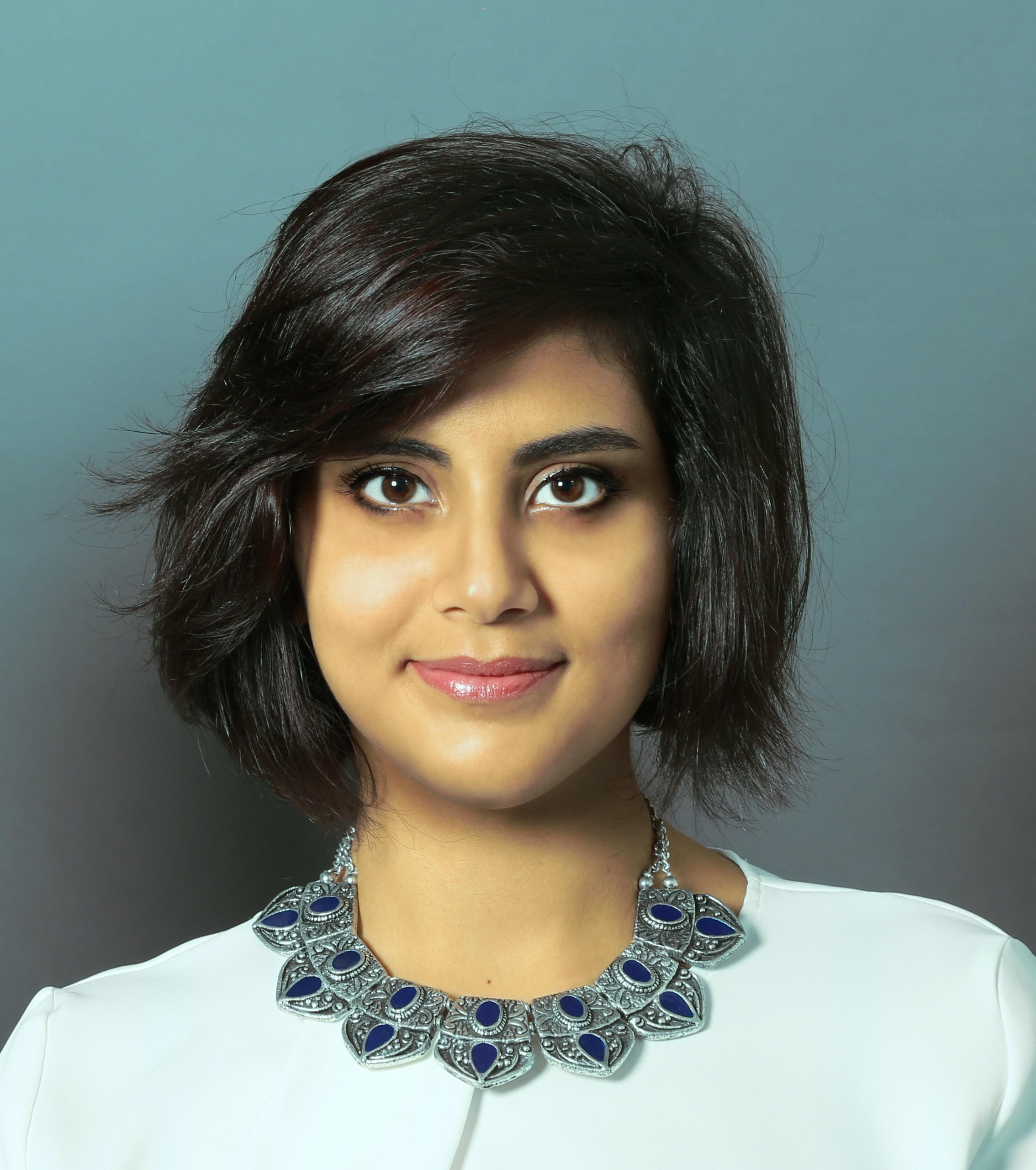
女性人權活動家魯嘉因·哈德洛爾在駕車穿越沙特-阿聯酋邊境後被沙特阿拉伯警方逮捕。

联合国人权高专办表示，“允许沙特阿拉伯女性开车的决定是迈向女性自主和独立的重要第一步，但要在沙特阿拉伯实现性别平等，还有很多工作要做。” 人权专家菲利普奥尔斯顿和联合国妇女歧视问题工作组鼓励沙特政权通过废除其他歧视性法律来展示进一步的改革。
严格来说，沙特阿拉伯在2018年之前并没有禁止女性开车的书面禁令，但沙特法律要求公民在该国期间必须使用当地颁发的驾照。此类执照并未颁发给女性，这使得女性开车实际上是非法的。直到2017年，大多数沙特学者和宗教权威仍表示應該禁止女性駕駛。

### 公共交通
妇女使用公共汽车和火车服务的机会有限。在女性可以使用公共交通工具的地方，她们必须使用单独的入口并坐在为女性预留的后部。2010年初，政府开始考虑建立全国女性专用公交系统的提议。活动人士对该提案存在分歧；有人说这将减少性骚扰和交通费用，同时有助于促进女性进入劳动力市场；其他人则批评这是在逃避承认女性驾驶权这一实际问题。

## 其他

### 政治生活
沙特阿拉伯是一个绝对君主制国家，拥有由国王任命的立法者组成的协商会议。在2011年9月前，只有30岁及以上的男性才能担任立法委員。自2011年起，妇女開始可以被任命为协商会议成员。妇女于2013年1月首次加入协商会议，占据30个席位。
高等法院或最高司法委员会中没有女性。一名妇女担任内阁级职位，担任妇女教育部副部长；她于2009年2月被任命。2010年，政府宣布将允许女律师在家庭案件中代表妇女。2013年，沙特阿拉伯注册了第一位女见习律师Arwa al-Hujaili。
在法庭上，一个男人的证词等于两个女人的证词。在法庭诉讼中，女性一般必须委托男性亲属代言。
2019年2月，瑞瑪·班達爾·沙特公主被任命为沙特驻美国大使。她成为王国历史上第一位女性特使。截至2021年，共有三名女性外交官担任沙特駐外大使。

### 婚姻
2005年，該國宗教當局正式禁止強迫婚姻的習俗。儘管如此，沙特阿拉伯堅持認為，婚約是在準丈夫和準新娘的父親之間正式簽訂的。自2005年起，結婚需要得到新娘的同意。未經官方許可，沙特公民不得與非沙特公民結婚。2016年，司法部長瓦利德·薩馬尼(Walid al-Samaani)宣布，登記婚姻合同的神職人員必須向新娘提供一份副本，“以確保她了解自己的權利和合同條款。”
一夫多妻制在沙特阿拉伯是合法的。
沙特王國禁止沙特女性嫁給通過藥物（包括酒精）無法治癒的性病或遺傳疾病檢測呈陽性的男性外籍人士，但不阻止沙特男性與有此類問題的女性外籍人士結婚。

### 家庭暴力
2012年公佈的國家數據估計，16%至50%的已婚沙特婦女曾遭受親密伴侶暴力。直到2013年，針對婦女和兒童的家庭暴力在沙特阿拉伯才被視為犯罪。2008年，首相（當時由國王兼任）下令擴大“社會保護單位”，即王國版的婦女庇護所。那一年，首相還命令政府起草一項應對家庭暴力的國家戰略。一些沙特王室基金會，如阿卜杜勒阿齊茲國王全國對話中心和哈立德國王基金會，也領導了反對家庭暴力的教育和宣傳工作。五年後，沙特阿拉伯發起了第一個打擊家庭暴力的重大努力：“不再虐待”廣告活動。
2013年8月，沙特內閣批准了一項法律，首次將家庭暴力定為刑事犯罪。法律要求處以最高一年的監禁和最高50,000里亞爾（13,000美元）的罰款，對屢犯者的最高刑罰加倍。法律將心理和性虐待以及身體虐待定為犯罪。它還包括一項規定，要求僱員向其雇主報告工作場所的虐待事件。沙特婦女權利活動家蘇阿德·阿布·達耶 (Suad Abu Dayyeh) 對新法律表示歡迎，但她認為執法部門需要接受有關家庭虐待的培訓。她還表示，鑑於男性監護的傳統，法律將難以執行。